# Manhunt International 2005
Manhunt International 2005 là cuộc thi Manhunt International lần thứ mười được tổ chức tại Busan, Hàn Quốc. Tolgahan Sayisman đến từ Thổ Nhĩ Kỳ đăng quang ngôi vị Manhunt International.

## Kết quả
| Thứ hạng                   | Thứ hạng | Thứ hạng | Thứ hạng |
| Hạng                       | Thí sinh |          |          |
| -------------------------- | --- | -------- | -------- |
| Manhunt International 2005 | - Thổ Nhĩ Kỳ - Tolgahan Sayisman |          |          |
| Á vương 1                  | - Latvia - Agris Blaubuks |          |          |
| Á vương 2                  | - Curaçao - Henry Romero |          |          |
| Á vương 3                  | - Trung Quốc - Chen ZeYu |          |          |
| Á vương 4                  | - Puerto Rico - Romeo Quinones |          |          |
| Top 15                     | - Bolivia - Dunston Larsen Metenbrink - Đài Loan - Richard Chen Wei Tung - Jamaica - Tafawah Thompson - Hàn Quốc - Lee Seung-Hwan - Liban - Wissam Hanna - Na Uy - Jimmy Kersmo - Nicaragua - Gabriel Huete Guillen - Panama - Jaime Enrique Beitia Correa - Thụy Điển - Andreas Schmidt - Venezuela - Claudio Alfredo de La Torre Laya |          |          |
| Giải thưởng đặc biệt       | |          |          |
| Giải thưởng                | Thí sinh |          |          |
| Mr. Physique               | Winner - Bulgaria - Miroslav Yonchev 1st runner-up - Venezuela - Claudio Alfredo de La Torre Laya 2nd runner-up - Đan Mạch - Hans Christian Steffensen |          |          |
| Best National Costume      | Winner - Đài Loan - Richard Chen Wei Tung 1st runner-up - Venezuela - Claudio Alfredo de La Torre Laya 2nd runner-up - Campuchia - Panharit Chey |          |          |
| Mr. Friendship             | - Scotland - Alan Stevenson |          |          |
| Mr. Photogenic             | Winner - Liban - Wissam Hanna 1st runner-up - Ấn Độ - Pawan Setpal 2nd runner-up - Úc - Michael Pernat |          |          |
| Mr. Personality            | Winner - Brasil - Alex de Assis Nunes 1st runner-up - Hồng Kông - Ho Yiu-Yik 2nd runner-up - Singapore - George Chan Kim Seong |          |          |
| Mr. Internet Popularity    | Winner - Philippines - Ronald Brent Javier 1st runner-up - Lebanon - Wissam Hanna 2nd runner-up - Brasil - Alex de Assis Nunes |          |          |
| Manhunt Lục địa            | |          |          |
| Châu lục                   | Thí sinh |          |          |
| Châu Mỹ                    | - Bolivia - Dunston Larsen Metenbrink - Nicaragua - Gabriel Huete Guillen - Panama - Jaime Enrique Beitia Correa |          |          |
| Châu Phi và Châu Đại Dương | - Ghana - Leslie Donkor - Jamaica - Tafawah Thompson - Guam - Getty Santos |          |          |
| Châu Á                     | - Hàn Quốc - Lee Seung-Hwan - Malaysia - Jason Lim Chun How - Sri Lanka - Kovoor Pieris |          |          |
| Châu Âu                    | - Thụy Điển - Andreas Schmidt - Na Uy - Jimmy Kersmo - Bỉ - Joan Nuyts |          |          |
| Địa Trung Hải              | - Gibraltar - Steven Luque - Hy Lạp - George Petrakis - Síp - Lefteris Hadljioannou |          |          |

## Các thí sinh
42 thí sinh dự thi.
| Quốc gia/vùng lãnh thổ | Thí sinh                         |
| ---------------------- | -------------------------------- |
| Ấn Độ                  | Pawan Setpal                     |
| Bỉ                     | Joan Nuyts                       |
| Bolivia                | Dunston Larsen Metenbrink        |
| Bosna và Hercegovina   | Adnel Mesic                      |
| Brasil                 | Alex de Assis Nunes              |
| Bulgaria               | Miroslav Yonchev                 |
| Campuchia              | Panharit Chey                    |
| Canada                 | Darren Storsley                  |
| Curaçao                | Henry Romero                     |
| Cửu Long               | Zhu Zhen Hua                     |
| Đan Mạch               | Hans Christian Steffensen        |
| Đài Loan               | Richard Chen Wei Tung            |
| Đức                    | Mark Wilke                       |
| Ghana                  | Leslie Donkor                    |
| Gibraltar              | Steven Luque                     |
| Guam                   | Getty Santos                     |
| Hàn Quốc               | Lee Seung-Hwan                   |
| Hồng Kông              | Ho Yiu-Yik                       |
| Hy Lạp                 | George Petrakis                  |
| Jamaica                | Tafawah Thompson                 |
| Latvia                 | Agris Blaubuks                   |
| Liban                  | Wissam Hanna                     |
| Ma Cao                 | Raymond Yee                      |
| Malaysia               | Jason Lim Chun How               |
| Malta                  | Wayne Grech                      |
| Nam Phi                | William Roos                     |
| Na Uy                  | Jimmy Kersmo                     |
| Nepal                  | Suhrid Jyoti                     |
| New Zealand            | Simon Pullar                     |
| Nicaragua              | Gabriel Huete Guillen            |
| Panama                 | Jaime Enrique Beitia Correa      |
| Philippines            | Ronald Brent Javier              |
| Puerto Rico            | Romeo Quinones                   |
| Scotland               | Alan Stevenson                   |
| Singapore              | George Chan Kim Seong            |
| Síp                    | Lefteris Hadljioannou            |
| Sri Lanka              | Kovoor Pieris                    |
| Thổ Nhĩ Kỳ             | Tolgahan Sayisman                |
| Thụy Điển              | Andreas Schmidt                  |
| Trung Quốc             | Chen ZeYu                        |
| Úc                     | Michael Pernat                   |
| Venezuela              | Claudio Alfredo de La Torre Laya |